# Église Saint-Martin de Caniac-du-Causse
L'église Saint-Martin de Caniac-du-Causse est une église catholique située à Caniac-du-Causse dans le département du Lot, en France.

## Historique
L'église Saint-Martin de Caniac a appartenu, peut-être dès le Xe siècle, à l'abbaye de Marcilhac. D'après un ancien cartulaire de l'abbaye disparu à la Révolution, Caniac figurait parmi les paroisses dont les Barasc de Béduer avaient saisi les dîmes. Elle fut rendue à l'abbaye au moment de la Première croisade.
La légende veut que saint Namphaise, ermite retiré en Quercy après avoir été baron de Charlemagne, y aurait été enterré. Son tombeau serait dans la crypte de l'église. Il serait devenu célèbre en raison des miracles qui s'y faisaient, notamment la guérison des épileptiques.
Les voûtes d'ogives de la crypte passent pour les plus anciennes du Quercy, début du XIIe siècle ou plus probablement seconde moitié du XIIe siècle.
La seigneurie de Caniac était à la famille de Thémines à la fin du XIIe siècle, puis aux Cardaillac-Thémines. À la mort de Marquès de Cardaillac, la seigneurie passa à sa femme, Jeanne Hébrard de Saint-Sulpice, au XVe siècle. Elle teste en 1450 et fait de son neveu, Raymond Hébrard de Saint-Sulpice, son héritier. Il était déjà seigneur de Labastide Fontanière. Jean Hébrard de Saint-Sulpice, ambassadeur et père d'Antoine Hébrard de Saint-Sulpice, évêque de Cahors (1577-1600), se fit enterrer dans l'église en 1581. Par son mariage en 1600 avec Emmanuel Ier de Crussol, duc d'Uzès, Claude Hébrard de Saint-Sulpice fit entrer Caniac dans les possessions de la famille de Crussol.
En 1858, l'architecte cadurcien V. Ficat a présenté un projet de reconstruction de l'église non réalisé.
L'église a été entièrement reconstruite en style néoroman, en conservant la crypte romane, dans les années 1883-1886, par l'architecte départemental Jean Gabriel Achille Rodolosse.
La crypte de l'église est classée au titre des monuments historiques le 8 mars 1923.
Plusieurs objets (statues, etc.) sont référencer dans la base Palissy.

## Description
L'église comprend trois vaisseaux.
L'abside de l'église a été construite au-dessus de la crypte romane. Son mur prolongeant le mur périphérique de la crypte.
À l'origine, on accédait à la crypte par deux escaliers débouchant dans l'église. Cette disposition permettait de faciliter la circulation des fidèles devant la confession de saint Namphaise. Ces escaliers ont été fermés. On accède maintenant par un escalier à vis, au sud.
La crypte se compose de deux vaisseaux de deux travées voûtées d'arêtes, et d'une abside semi-circulaire couverte d'une voûte d'ogives à épaisses nervures carrées. 
La châsse-reliquaire de saint Namphaise, constituée de dalles de pierre en forme de tombeau, est placée entre l'autel et la fenêtre d'axe, surélevée de façon à permettre le passage des malades sous les reliques.

## Vitraux
Les vitraux sont signés de G. P. Dagrand et datés de 1887.